# Natalio Rivas Santiago
Natalio Rivas Santiago (Albuñol, Granada, 8 de març de 1865 – Madrid, 16 de gener de 1958), fou un advocat, polític i escriptor espanyol.

## Biografia
Fill de Francisco Rivas González, registrador de la propiedad d'Albuñol, i de María Teresa Santiago Gómez.
Després de llicenciar-se en Dret en la Universitat de Granada (1885) va exercir de jutge municipal a Albuñol (1890). Va ser president de la Diputació de Granada (1893); regidor i tinent d'alcalde a l'Ajuntament de Madrid (1900); sotssecretari de la Presidència (1906) amb Segismundo Moret; director general de Comerç al govern de José Canalejas de 1910; sotssecretari d'Instrucció Pública amb el ministre Julio Burell y Cuéllar (1913) i més tard amb Santiago Alba el 1918 i ministre d'Instrucció Pública i Belles arts entre el 21 de desembre de 1919 i el 5 de maig de 1920 al govern que va presidir Manuel Allendesalazar.
Membre del Partit Liberal, va ser diputat pel districte d'Órgiva (Granada) a totes les legislatures entre 1901 i 1923. Durant la Segona República Espanyola tornarà a obtenir l'escó per Granada en les eleccions de 1936, i amb la dictadura del general Franco va ser designat procurador en Corts pel cap de l'Estat el 1949, 1952 i 1955.

## Obra
La seva obra literària està composta entre altres pels següents títols:
- La Escuela de Tauromaquia de Sevilla y otras curiosidades taurinas (1939)
- Anécdotas y narraciones de antaño (1943),
- Anecdotario histórico contemporáneo (1944-1950),
- Luis López Ballesteros, gran ministro de Fernando VII (1945).
- Toreros del Romanticismo: (Anecdotario taurino) (1947).
- Estampas del sigio XIX (1947),
- Miscelánea de episodios históricos (1950)

## Distincions
Fou escollit acadèmic de la Història el 1940, i el seu discurs d'entrada va versar sobre el guerriller de la Guerra del francès Juan Fernández Cañas, conegut per "el tío Caridad o "El Alcalde de Otívar".